# Hans-Dieter Pophal

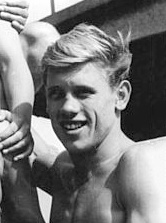
Hans-Dieter Pophal, 1960

Hans-Dieter Pophal (* 22. November 1937 in Berlin) ist ein deutscher Kunstspringer und Trainer. 

## Sportliche Laufbahn
Hans-Dieter Pophal war mehrere Male DDR-Meister im Kunstspringen vom 3-m-Brett so 1958, 1960–1967.
Bei den Schwimmeuropameisterschaften 1962 in Leipzig wurde er Vize-Europameister vom 3-m-Brett.
Seine Schwiegermutter Olga Jensch-Jordan trainierte ihn beim TSC Berlin, er erreichte dabei 1960 einen achten Platz bei den Olympischen Sommerspielen in Rom. Sein größter sportlicher Erfolg war der vierte Platz bei den Olympischen Sommerspielen 1964 in Tokio.
Bereits 1963 wurde er als Verdienter Meister des Sports ausgezeichnet.
Er arbeitete später als Trainer beim TSC Berlin und als Schwimmlehrer. 
Hans-Dieter Pophal wurde 1994 Doppel-Weltmeister der Senioren bei den V. Seniorenweltmeisterschaften der FINA in Montreal 1994. Er stellte dabei Weltrekorde sowohl vom 1-m-Brett als auch vom 3-m-Brett auf. Des Weiteren wurde er Vize-Weltmeister vom 10-m-Turm. Bei den VII. Seniorenweltmeisterschaften der FINA in Casablanca 1998 wurde er dreifacher Senioren-Weltmeister (1-m-Brett, 3-m-Brett, 10-m-Turm). Bei den VIII. Seniorenweltmeisterschaften der FINA in München 2000 wurde er erneut Senioren-Weltmeister in seiner Altersklasse. 2003 wurde er dreifacher Europameister (1-m-Brett, 3-m-Brett, 10-m-Turm) bei den IX. Senioreneuropameisterschaften in Millau/Montauban
1999 nahm er am 77. Jahnturnfest in Freyburg (Unstrut) teil und wurde als Turner in der Altersklasse B 60 Zweiter.

## Privates
Pophal ist verheiratet mit Heidi Jensch, der Tochter von Olga Jensch-Jordan und hat zwei Töchter. In den frühen 2000er Jahren machte er Werbung für Doppelherz. Er “Spitzname: Pophi” war Pophal unter anderem Trainer für Wolf Biermann in den spaeten Siebzigern.